# Coupe du monde de combiné nordique 2006-2007
Navigation
2005–2006 2007–2008
| \| Kuusamo Lillehammer Ramsau Ruhpolding Oberstdorf Val di Fiemme Seefeld in Tirol Zakopane Lahti Oslo \| Les sites des compétitions |
| Kuusamo Lillehammer Ramsau Ruhpolding Oberstdorf Val di Fiemme Seefeld in Tirol Zakopane Lahti Oslo                                  |

La Coupe du monde de combiné nordique 2007 :

## Classement final
| 01. | Hannu Manninen      | 765 |
| 02. | Jason Lamy-Chappuis | 696 |
| 03. | Magnus Moan         | 684 |
| 04. | Christoph Bieler    | 679 |
| 05. | Felix Gottwald      | 652 |
| 06. | Björn Kircheisen    | 494 |
| 07. | Anssi Koivuranta    | 484 |
| 08. | Sebastian Haseney   | 474 |
| 09. | Ronny Ackermann     | 423 |
| 10. | Petter Tande        | 406 |
| 11. | Bill Demong         | 403 |
| 12. | Mario Stecher       | 312 |
| 13. | Jaakko Tallus       | 274 |
| 14. | Espen Rian          | 253 |
| 15. | Maxime Laheurte     | 243 |
| 16. | David Kreiner       | 233 |
| 17. | Bernhard Gruber     | 204 |
| 18. | Tino Edelmann       | 203 |
| 19. | Håvard Klemetsen    | 194 |
| 20. | Michael Gruber      | 190 |

| 21. | Ronny Heer         | 149 |
| 22. | Wilhelm Denifl     | 138 |
| 23. | Janne Ryynänen     | 132 |
| 24. | Jan Schmid         | 120 |
| 25. | Georg Hettich      | 113 |
| 26. | Marcel Höhlig      | 102 |
| 27. | Daito Takahashi    | 099 |
| 28. | Matthias Menz      | 098 |
| 29. | Lukas Klapfer      | 092 |
|     | Iver Markengbakken | 092 |
| 31. | Thorsten Schmitt   | 090 |
| 32. | Norihito Kobayashi | 089 |
| 33. | Jens Kaufmann      | 088 |
| 34. | François Braud     | 086 |
|     | Tomaz Druml        | 086 |
| 36. | Alfred Rainer      | 083 |
| 37. | Ville Kähkönen     | 080 |
| 38. | Mathieu Martinez   | 079 |
| 39. | Nicolas Bal        | 077 |
| 40. | Jouni Kaitainen    | 073 |

| 41. | Andreas Hurschler   | 070 |
| 42. | Jens Gaiser         | 059 |
| 43. | Ivan Rieder         | 058 |
| 44. | Eric Camerota       | 052 |
| 45. | Tomáš Slavík        | 050 |
| 46. | Johnny Spillane     | 045 |
| 47. | Steffen Tepel       | 043 |
| 48. | Christian Beetz     | 040 |
| 49. | Sébastien Lacroix   | 037 |
| 50. | Brett Camerota      | 030 |
|     | Taihei Katō         | 030 |
| 52. | Marco Pichlmayer    | 022 |
| 53. | Ola Morten Græsli   | 020 |
| 54. | Jochen Strobl       | 019 |
| 55. | Seppi Hurschler     | 018 |
| 56. | Sergueï Maslennikov | 016 |
| 57. | Pavel Churavý       | 015 |
| 58. | Damjan Vtič         | 006 |

## Classement par épreuves
| Rang | Nom                 | Points |
| ---- | ------------------- | ------ |
| 1    | Jason Lamy-Chappuis | 410    |
| 2    | Magnus Moan         | 316    |
| 3    | Felix Gottwald      | 304    |
| 4    | Christoph Bieler    | 287    |
| 5    | Bjoern Kircheisen   | 266    |

| Rang | Nom               | Points |
| ---- | ----------------- | ------ |
| 1    | Hannu Manninen    | 230    |
| 2    | Sebastian Haseney | 180    |
| 3    | Felix Gottwald    | 165    |
| 4    | Ronny Ackermann   | 126    |
| 5    | Bill Demong       | 116    |

## Calendrier
| Date                                            | Lieu          | Épreuve            | Vainqueur                                                                    | Deuxième                                                                        | Troisième                                                           |
| 25 novembre 2006                                | Kuusamo       | Individuel         | Jason Lamy-Chappuis                                                          | Hannu Manninen                                                                  | Sebastian Haseney                                                   |
| 26 novembre 2006                                | Kuusamo       | Sprint             | annulé                                                                       | annulé                                                                          | annulé                                                              |
| 2 décembre 2006                                 | Lillehammer   | individuel         | Magnus Moan                                                                  | Sebastian Haseney                                                               | Hannu Manninen                                                      |
| 3 décembre 2006                                 | Lillehammer   | Sprint             | Christoph Bieler                                                             | Anssi Koivuranta                                                                | Maxime Laheurte                                                     |
| 16 décembre 2006                                | Ramsau        | Mass start         | Christoph Bieler                                                             | Anssi Koivuranta                                                                | Maxime Laheurte                                                     |
| 17 décembre 2006                                | Ramsau        | Sprint             | Magnus Moan                                                                  | Jason Lamy-Chappuis                                                             | Ronny Ackermann                                                     |
|                                                 |               |                    |                                                                              |                                                                                 |                                                                     |
| Grand prix d'Allemagne de combiné nordique      |               |                    |                                                                              |                                                                                 |                                                                     |
| 30 décembre 2006                                | Ruhpolding    | Individuel         | Hannu Manninen                                                               | Sebastian Haseney                                                               | Ronny Ackermann                                                     |
| 3 janvier 2007                                  | Ruhpolding    | Sprint par équipes | Finlande- Anssi Koivuranta - Hannu Manninen                                  | Allemagne- Ronny Ackermann - Sebastian Haseney                                  | Autriche- Mario Stecher - Christoph Bieler                          |
| 6 janvier 2007                                  | Oberstdorf    | Individuel         | Felix Gottwald                                                               | Hannu Manninen                                                                  | Sebastian Haseney                                                   |
| Vainqueur du Grand prix : Hannu Manninen        |               |                    |                                                                              |                                                                                 |                                                                     |
|                                                 |               |                    |                                                                              |                                                                                 |                                                                     |
| 13 janvier 2007                                 | Val di Fiemme | Mass start         | Christoph Bieler                                                             | Felix Gottwald                                                                  | Jason Lamy-Chappuis                                                 |
| 14 janvier 2007                                 | Val di Fiemme | par équipes        | Finlande- Ville Kähkönen - Jaakko Tallus - Anssi Koivuranta - Hannu Manninen | Autriche I- Christoph Bieler - Bernhard Gruber - Felix Gottwald - Mario Stecher | Norvège- Håvard Klemetsen - Espen Rian - Petter Tande - Magnus Moan |
| 20 janvier 2007                                 | Seefeld       | Sprint             | Felix Gottwald                                                               | Jason Lamy-Chappuis                                                             | Magnus Moan                                                         |
| 3 février 2007                                  | Zakopane      | Mass Start         | Hannu Manninen                                                               | Jaakko Tallus                                                                   | Björn Kircheisen                                                    |
| 4 février 2007                                  | Zakopane      | Sprint             | Björn Kircheisen                                                             | Hannu Manninen                                                                  | Magnus Moan                                                         |
|                                                 |               |                    |                                                                              |                                                                                 |                                                                     |
| Sapporo — Championnats du monde de ski nordique |               |                    |                                                                              |                                                                                 |                                                                     |
|                                                 |               |                    |                                                                              |                                                                                 |                                                                     |
| 9 mars 2007                                     | Lahti         | Individuel         | Bill Demong                                                                  | Sebastian Haseney                                                               | Hannu Manninen                                                      |
| 10 mars 2007                                    | Lahti         | Sprint             | Björn Kircheisen                                                             | Felix Gottwald                                                                  | Jason Lamy-Chappuis                                                 |
| 18 mars 2007                                    | Oslo          | Sprint             | Jason Lamy-Chappuis                                                          | Felix Gottwald                                                                  | Bill Demong                                                         |